# Артур Хејстингс
Капетан Артур Ј. М. Хејстингс, OBE, је измишљени лик којег је креирала Агата Кристи. Он је пратилац, хроничар и најбољи пријатељ белгијског детектива Херкула Поароа. Први пут је приказан у Кристијевом роману Тајанствени догађај у Стајлсу из 1920. Појављује се као лик у седам других Поароових романа, укључујући и последњи Завеса: Поароов последњи случај (1975), као и у једној драми и многим кратким приче, у којима је често наратор.

## Књижевна функција
Хејстингс је данас снажно повезан са Поароом, највише због телевизијских адаптација. Многе од раних ТВ епизода Поароа биле су адаптације кратких прича, у којима се појављује Хејстингс. Неколико је било прича у које је био адаптиран (на пример, Убиство у малој улици ). Међутим, у оригиналним Кристијевим списима, Хејстингс није у свакој краткој причи или роману. Он није лик ни у Смрт на Нилу ни у Убиству у Оријент експресу, два најпознатија Поароова романа. Од двадесет и два романа са Поаром објављена између 1920. и 1937. године, појављује се у седам. Када је Кристи проширила Рани случајеви Херкула Поароа (1923) као Убиство у малој улици (1937), уклонила је Хејстингса.
Изгледа да је Кристи увела Хејстингса као лик према моделу првог сарадника Шерлока Холмса, доктора Ватсона. Обојица приповедају у првом лицу, обојица споро схватају значај трагова у случајевима, и обе стоје као облик сурогата за читаоца. Постоје чак и сличности улога: Хејстингс је Поароов једини блиски пријатељ и њих двоје деле стан накратко када Поаро оснива своју детективску агенцију. Слично Вотсону, Хејстингс такође има склоност ка шпекулацијама и коцкању, као и војно искуство у британским колонијама.
У романима се Хејстингсова књижевна функција мења са мењањем Поароових метода. У ранијој фази своје каријере, Хејстингс је цењен због свог маштовитог приступа случајевима, што је дало повода за хипотезе које Поаро суптилно исмејава. Сам Поаро је овако окарактерисао Хејстингса у „Пустоловина Божићног пудинга“ (1932): Како би мој драги пријатељ, Хејстингс, уживао у овоме! Какве би романтичне полете маште имао. Какве би неспособности изговорио! Ах драги Хејстинг, у овом тренутку, данас, недостаје ми.
Иако је Хејстингс и даље најпопуларнији Поароов помоћник, његово појављивање у само осам од тридесет три Поароова романа указује на то да је служба лика Хејстинга у Кристијевом књижевном стваралаштву била донекле ограничена.

## Каријера
Слично свом пријатељу Поароу, детаљи о Хејстинговом животу пре 1916. нису откривени, иако је читалац у могућности да одреди приближну годину Хестингсовог рођења као 1886. из првог поглавља Тајанствени догађај у Стајлсу. Касније се такође помиње да је пре рата био запослен у Лојду. У овом роману се не помиње ни његово име ни чин. На другом месту наводи да је похађао Колеџ Итон.
Хејстингс упознаје Поароа у Белгији неколико година пре њиховог сусрета 16. јула 1916. у Есексу, што је њихов први сусрет у књижевности. Њих двоје остају пријатељи све до Поароове смрти. Иако постоји мало доказа о њиховим могућим каснијим састанцима, Хејстингс је видео Поароа годину дана пре његове смрти.
Хејстингс, иако сам није вешт као детектив, служи Поароу на много начина. Као бивши официр британске војске у Првом светском рату, он је храбар човек. Поаро га често користи за физичке радње као што је хватање и покоравање злочинца. Поаро воли да задиркује Хејстингса да је с времена на време глуп, али очигледно ужива у Капетановом друштву. У Мистериозној афери у Стајлсу и Убиства по абецеди, Хејстингс игра истакнуту улогу у разрешавању мистерије, уз успутно запажање које води Поароа до кривца.
Хејстингс представља традиционалног енглеског џентлмена - не превише бистар, али апсолутно скрупулозан, референца на господина из викторијанске ере који је увек забринут за "фер игру". Сам Хејстингс примећује да је помало старомодан. Док Поаро, који није изнад лагања, кришом чита туђа писма или прислушкује, Хејстингс је ужаснут таквим радњама и обично одбија да их изврши како би помогао Поароу у једном од његових случајева. Иако му недостаје Поароов интелект, Поаро често похваљује Хејстингсову способност да запамти чињенице и детаље о њиховим случајевима чак и ако жали начин на који Хејстингс повремено прича причу. Хестингсов физички изглед се ретко описује у романима јер је он често наратор. Међутим, помиње се да и он, као и Поаро, има бркове који постају мета Поароове критике у Опасност у Енд Хаусу: „И твоји бркови. Ако морате имати бркове, нека то буду прави бркови, ствар лепоте као што су моји.”  Иако је служио војску, Хејстингс по природи није немилосрдан човек. Поаро је током свог последњег писма Хејстингсу у завеси приметио да зна да Хејстингс није убица.

## Однос са женама
Хејстингс има меку тачку за жене кестењасте боје косе. Назад у Мистериозној афери у Стајлсу, Хејстингс је био очаран кестењастом Синтијом Мардок и запросио ју је. Ово је постала честа тема за пошалице у серији, а Поаро је често задиркивао Хејстингса. Кад год Хејстингс сугерише невиност младе, лепе жене осумњичене за убиство, Поаро га пита: „Има ли она кестењасту косу?“  Ова изражена слабост према лепим женама кестењасте косе доводи Хејстингса и Поароа у невоље више пута: у Великој четворци, док се представља као секретар милионера Ејба Рајланда, Хејстингс верује лажним информацијама жене са кестењастом косом, док у краткој причи објављено у Рани случајеви Херкула Поароа, Хејстингс верује у верзију догађаја једне жене.
Упркос његовој склоности ка одређеним женама и његовим викторијанским идејама о томе да се не треба венчавати ван своје класе, он се на крају заљубљује у тамнокосу музичку глумицу, певачицу и акробату, Дулси Дувин, самозвану 'Пепељугу'. Они се сусрећу у причи Убиство на голф терену. Поаро игра прилично значајну улогу у уједињењу пара. Хејстингс тада стиче ранч у Аргентини и наставља да живи као ранчовласник.

## Каснија појављивања
Хејстингсово појављивање у каснијим Поароовим романима ограничено је на неколико случајева у којима учествује током својих периодичних повратака у Енглеску из Аргентине. Поаро у Убиства по абецеди коментарише да ужива у Хејстингсовим посетама јер увек има своје најзанимљивије случајеве када је Хејстингс са њим. Током Велике четворке, његовој супрузи прете чланови међународне завере. Хејстингс је приморан да ризикује Поароов живот у замену за њену обећану безбедност. У другим аспектима, у овим романима има врло мало личних детаља у вези са Хејстингсом, све до Завеса: Поароов последњи случај, који се дешава после Другог светског рата: са својом женом која је сада мртва, Хејстингс се поново придружује Поароу у Стајлсу како би помогао у решавању последњег случаја детектива. Роман кулминира тако што Поаро умире од срчаног удара, остављајући Хејстингсу признање које објашњава своју улогу у злочинима криминалца који је манипулисао другима да починили убиство уместо њега. Поароово пријатељство са Хејстингсом се даље помиње у контексту покушаја убице да манипулише Хејстингсом, што утиче на решеност Поароа да убије свог противника, иако је знао да његов пријатељ против таквих потеза.

## Коначно појављивање
Завеса: Поароов последњи случај даје додатне детаље о Хејстингсовој породици: он и супруга имају два сина и две ћерке. Један син се придружује Краљевској морнарици, док други и његова жена управљају ранчем након мајчине смрти. Хејстингсова ћерка Грејс је удата за британског официра стационираног у Индији. Његова друга ћерка, Џудит, појављује се као лик у Завеси Џудит је Хејстингсово најмлађе дете и његова миљеница, иако је дете које он најмање разуме. Она се удаје за доктора Џона Френклина, медицинског истраживача и са њим се сели у Африку. У постскриптуму Завесе, Поаро предлаже да Хејстингс треба да размисли о другом браку са Елизабет Личфилд, млађом сестром жене којом је антагониста романа изманипулисао да убије свог насилног оца. Поаро напомиње да се Елизабет мора уверити да није укаљана поступцима своје сестре и да Хејстингс још увек није непривлачан женама. Одређене чињенице смештају догађаје из Завесе у време најкасније до 1954. године. Хејстингс као отац четворо одрасле деце и учествовањем у Првом светском рату мора да има преко 60 година.

## Приказивања
Хејстингса је на филму и телевизији тумачило неколико глумаца, Ричард Купер у филмовима Црна кафа (1931) и Лорд Еџвер умире (1934); Роберт Морли у филму Убиства по абецеди (1965); Џонатан Сесил у три ТВ филма – Тринаесторо на вечери (1985), Вашар злочина (1986) и Убиство у три чина (1986); Дмитриј Крилов у совјетском филму Загонетка Енд хауса (1989); и Хју Фрејзер који је глумио Хејстингса уз лик Поароа Дејвида Сачета у 43 од 70 епизода ТВ серије Поароа. Он је такође главни лик у анимираној серији Велики детективи Поаро и Марплова Агате Кристи" class="cx-link" data-linkid="233">Agatha Christie's Great Detectives Poirot and Marple.
У драматизацијама Би-Би-Си Радија 4 са Џоном Мофатом у улози Херкула Поароа, капетана Хејстингса су играли Џереми Клајд у драми Убиство на терену за гоолф' (1990), и Сајмон Вилијамс у неколико драматизација.

## Романи са Хејстингом
Хејстингс приповеда већину кратких прича са Поароом, али се појављује у само осам романа, од којих је седам написано пре 1940:
- Тајанствени догађај у Стајлсу (1916, али објављена 1920)
- Убиство на голф терену (1923)
- Велика четворка (1927)
- Опасност у Енд Хаусу (1932)
- Лорд Еџвер умире (1933)
- Убиства по абецеди (1936)
- Неми сведок (1937)
- Завеса: Поароов последњи случај (1975)

Хејстингс је такође наратор свих прича у Поаро истражује (1924). Хејстингс је такође присутан у Кристијевој драми Црна кафа (1930) и адаптацији истоименог дела у роман.